# Cap dera Maleda
El Cap dera Maleda és una muntanya de 2.104 metres que es troba entre els municipis de Canejan, a la comarca de la Vall d'Aran i França.